# Île Carrington (États-Unis)
Pour les articles homonymes, voir Carrington.
L'île Carrington, ou Carrington Island, est une île du Grand Lac Salé en Utah (États-Unis).

## Géographie
En forme d'étoile, elle s'étend sur environ 3,6 km de longueur pour une largeur d'environ 3,8 km.